# Rupia butanesa
La rupia fue la moneda de curso legal del Reino de Bután hasta 1974. Era equivalente a la rupia india. Hasta 1964 se dividía en 64 paisa, pero Bután siguió el camino de la decimalización que había iniciado la India y pasó a dividirse en 100 naya paisa. En 1974 la rupia fue sustituida por el ngultrum.

## Monedas
Hasta finalizar 1789, las monedas acuñadas en la ceca de Koch Bihar circularon en Bután. Después Bután empezó a acuñar sus propias monedas, la mayoría en denominaciones de ½ rupia de plata. La mayoría de estas monedas se acuñaron a mano, colpeando los cospeles con un martillo hasta 1929, cuando se introdujeron nuevos tipos de ½ rupia, seguidas de monedas de 1 paisa (ó pice) en 1931. En 1950 se añadieron monedas de ½ rupia de cuproníquel. Las monedas de la rupia india circulaban junto a las butanesas, incluso tras la decimalización en 1957, nueve años después de la primera emisión de monedas denominadas en naya paisa. Estas emisiones consistían en monedas de 25 y 50 naya paisa, junto a 1 rupia acuñadas en cuproníquel.